# Джон Джелліко, 1-й Ерл Джелліко
Джон Рашворт Джелліко, перший граф Джелліко (англ. John Rushworth Jellicoe, 1st Earl Jellicoe, 5 грудня 1859, Саутгемптон — 20 листопада 1935, Лондон) — британський адмірал флоту часів Першої світової війни, лицар Великого хреста ордена Лазні та Королівського Вікторіанського ордена, член Ордена Заслуг, генерал-губернатор Нової Зеландії.

## Біографія
З 15 липня 1872 служив у королівських ВМС, його перша дійсна служба була під час Єгипетської війни 1882. З 1888 служив в Адміралтействі.
Джелліко показав себе розумним офіцером, він був популярний серед екіпажу і дбав про добробут і бойовий дух своїх матросів. У 1888—1891 роках виконував посаду помічника директора департаменту морської артилерії.

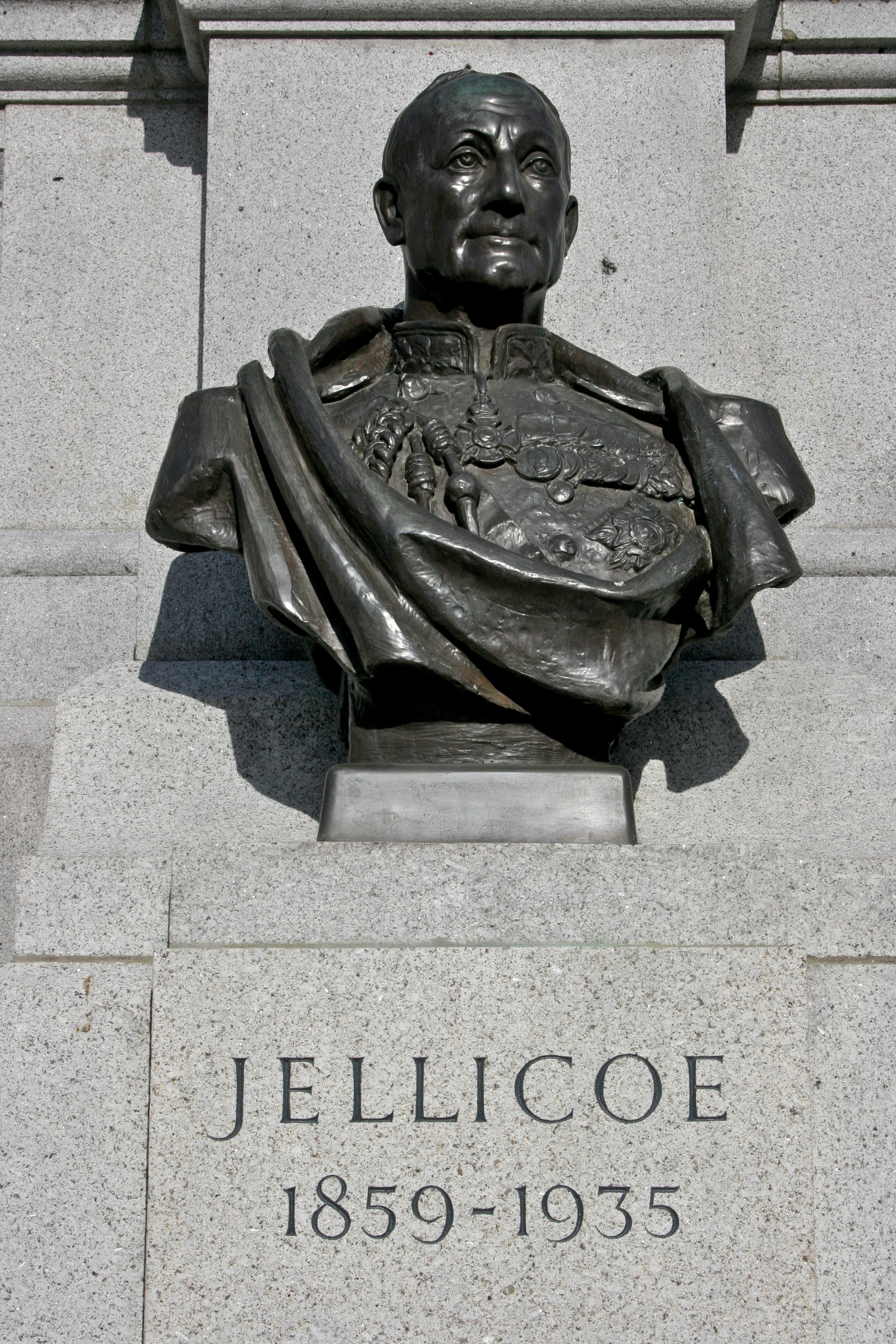
Бюст Джелліко на Трафальгарській площі

В 1891 він був підвищений у званні до коммандера і був призначений на лінкор «Вікторія» на якому служив, поки той не затонув в 1893. В 1900 брав участь у придушенні Боксерського повстання в Китаї, брав участь у Пекінській експедиції. З лютого 1902 по серпень 1904 року був помічником контролера флоту.
З 1 лютого 1905 по серпень 1907 року Джелліко був директором департаменту морської артилерії і торпед, в 1907—1908 — контр-адміралом Атлантичного флоту, в 1908–1910 обіймав посаду контролера флоту і Третього морського лорда, домагаючись коштів для модернізації флоту і підтримуючи розробку нових проектів дредноутів і підводних човнів. В 1911 Джелліко став заступником Джорджа Каллагена, який командував Флотом метрополії Великої Британії; в 1912-1914 був Другим лордом Адміралтейства, в 1914 з початком Першої світової війни, очолив Великий Флот.
Джелліко командував британським флотом в Ютландській морській битві 31 травня-1 червня 1916. 24 липня 1916 російський імператор Микола II нагородив його орденом св. Георгія 3-го ступеня.
4 грудня 1916 став Першим морським лордом і займав цю посаду більше року, аж до 24 грудня 1917 р.
У 1918 р. отримав титул віконта і з вересня 1920 по листопад 1924 року був генерал-губернатором Нової Зеландії. Повернувшись до Англії в червні 1925, отримав титул графа, в 1928-1932 президент Британського легіону.
Джон Рашворт Джелліко написав мемуари «Великий флот в 1914—1916: створення, розвиток і діяльність» (1920), «Криза морської війни» (1920), «Підводна небезпека» (1934).
21 жовтня 1949 року Джелліко і Девіду Бітті були відкриті пам'ятники на Трафальгарській площі.

## Звання
- Молодший лейтенант (12 травня 1878)
- Лейтенант (23 серпня 1880)
- Коммандер (30 червня 1891)
- Капітан (01 січня 1897)
- Контрадмірал (08 лютого 1907)
- Віцеадмірал (18 вересня 1911)
- Адмірал (05/03/1915)
- Адмірал флоту (3 квітня 1919)